# داني فلوريس
داني فلوريس (بالإنجليزية: Danny Flores) هو مغني ومغن مؤلف أمريكي، ولد في 11 يوليو 1929 في سانتا باولا في الولايات المتحدة، وتوفي في 19 سبتمبر 2006 في شاطئ هنتنغتون في الولايات المتحدة.

## وصلات خارجية
- داني فلوريس على موقع ميوزك برينز (الإنجليزية)
- داني فلوريس على موقع أول ميوزيك (الإنجليزية)
- داني فلوريس على موقع ديسكوغز (الإنجليزية)